# Ментцен, Славомир
Славомир Ежи Ментцен (пол. Sławomir Jerzy Mentzen; род. 20 ноября 1986, Торунь) — польский политик, предприниматель и налоговый советник, лидер партии «Новая надежда» и один из лидеров Конфедерации свободы и независимости. Депутат Сейма X созыва с 2023 года.

## Ранние годы и образование
Менцен родился в Торуне, Польша, получил степень лицензиата по теоретической физике и степень доктора философии по экономике в Университете Николая Коперника. Его докторская диссертация касалась вопроса государственного долга.

## Бизнес-карьера
Менцен руководит несколькими бухгалтерскими конторами и является владельцем фирмы налогового консалтинга, а также охотничьего магазина. Он член Торгово-промышленной палаты в Торуне и Национальной палаты налоговых консультантов. 20 ноября 2020 года приступил к производству своего фирменного крафтового пива под названием «Browar Mentzen».

## Политическая карьера
Менцен начал свою политическую карьеру в 2007 году, присоединившись к Унии реальной политики. Однако вскоре он прекратил свою партийную деятельность, но решил вновь вернуться в политику после успеха Павла Кукиза на выборах 2015 года, когда пытался попасть в избирательные списки партии Кукиз’15.
В 2017 году Менцен был избран заместителем председателя партии Януша Корвина-Микке КОРВИН и главой Торуньской партийной организации.
На местных выборах 2018 года баллотировался на пост президента Торуни, заняв пятое место с 3,94 % голосов.
На парламентских выборах 2019 года безуспешно баллотировался в Сейм IX созыва по партийному списку Конфедерации свободы и независимости.
В 2022 году стал новым председателем партии «Новая надежда», сменив Януша Корвин-Микке.
На парламентских выборах 2023 года избран депутатом Сейма X созыва.

## Противоречивые заявления
В 2019 году, перед выборами в Европейский парламент, высмеивая «Пять пунктов ПиС», Ментцен прочитал противоречивую лекцию о политическом маркетинге, в которой он провозгласил неофициальные так называемые «Пять пунктов Конфедерации» следующим образом: «Мы не хотим евреев, гомосексуалов, абортов, налогов и Европейского Союза». В 2022 году районная прокуратура Ченстоховой обязала полицию изъять рекламные материалы со слоганом Славомира Ментцена 2019 года, выпущенные издательством 3DOM, в связи с расследованием возможного разжигания ненависти.
В мае 2025 года Ментцен заявил, что в Польше «много украинцев, у них слишком много прав».

## Участие в выборах

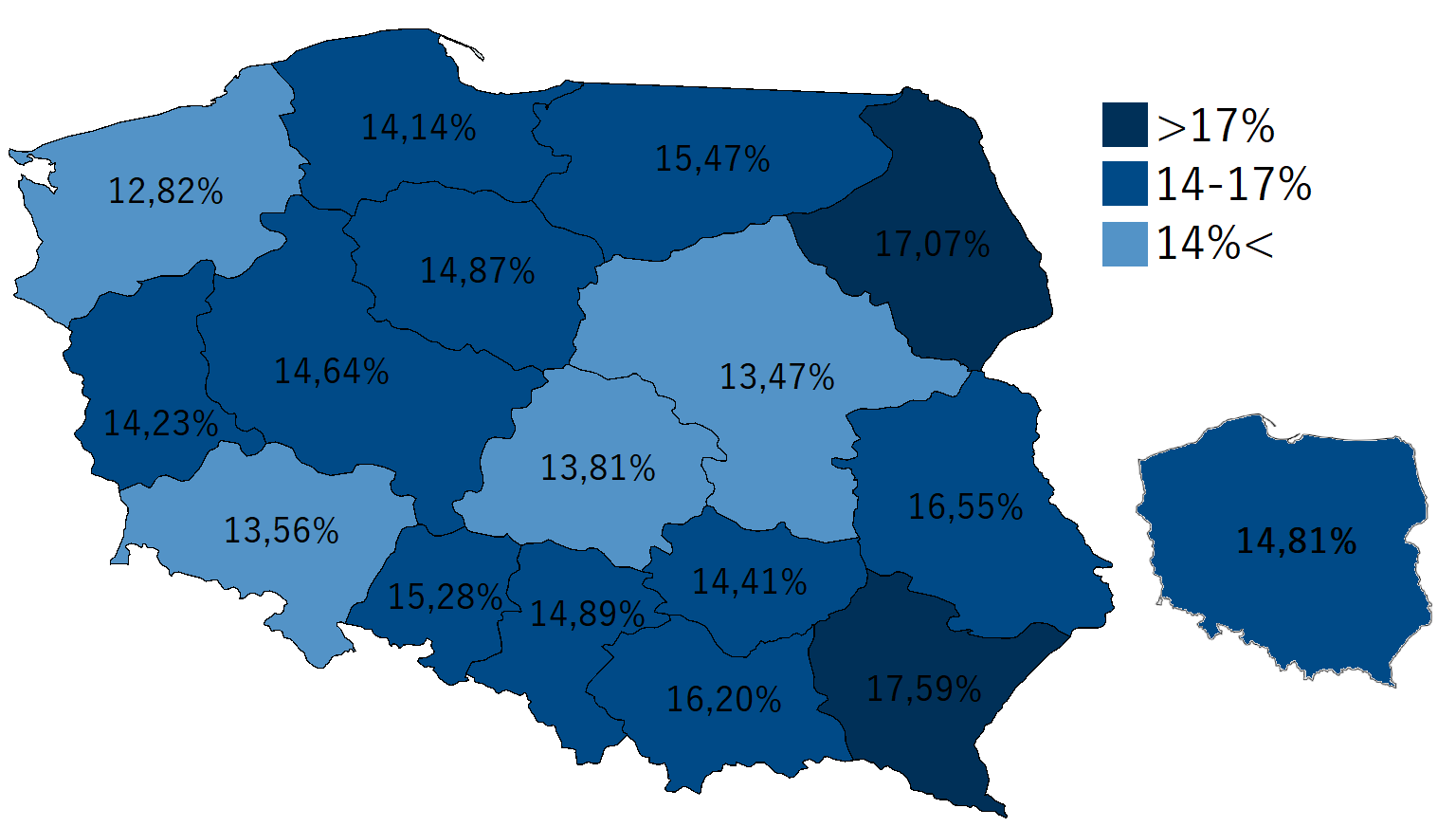
Поддержка Ментцена на выборах 2025 года

| Выборы | Избирательный комитет                | Избирательный комитет                                           | Орган                           | Результат           |
| ------ | ------------------------------------ | --------------------------------------------------------------- | ------------------------------- | ------------------- |
| 2018   |                                      | Избирательный комитет Славомира Ментцена                        | Президент Торуни                | 3184 (3,94 %)       |
| 2018   | Городской совет Торуни               | Избирательный комитет Славомира Ментцена                        | 513 (2,43 %)                    |                     |
| 2019   |                                      | Конфедерация Корвин-Браун-Лирой-Националисты                    | Европейский парламент IX созыва | 16 718 (2,02 %)     |
| 2019   | Конфедерация свободы и независимости | Сейм Республики Польша IX созыва                                | 16 892 (3,73 %)                 |                     |
| 2023   | Конфедерация свободы и независимости | Сейм Республики Польша X созыва                                 | 101 269 (5,91 %)                |                     |
| 2025   |                                      | Избирательный комитет кандидата в Президенты Славомира Ментцена | Президент Польши                | 2 902 412 (14,81 %) |

## Личная жизнь
Менцен женат и имеет троих детей. Он имеет немецкие корни через прадеда.

## Публикации
- 2018: Sanacja plus. 3DOM. ISBN 978-83-950983-0-7.
- 2019: I kto tu jest szurem?. 3DOM. ISBN 978-83-950983-2-1.
- 2020: Filozofia XD. 3DOM. ISBN 978-83-66227-46-0.
- 2022: Tak trzeba żyć Sławomir Mentzen. 3DOM. ISBN 978-83-67135-03-0.